# Lupocyclus quinquedentatus
Lupocyclus quinquedentatus is een krabbensoort uit de familie van de Portunidae. De wetenschappelijke naam van de soort is voor het eerst geldig gepubliceerd in 1906 door Rathbun.